# Guy (förnamn)
Guy är ett förnamn som motsvaras av Guido och Ægidius på italienska respektive germanska.
I den finlandssvenska namnsdagslängden har Guy namnsdag 30 mars sedan 1995.

## Personer
- Guy av Lusignan (död 1194), kung av Jerusalem och Cypern.
- Guy Arvidsson (1918–1973), svensk nationalekonom, professor och statlig utredare
- Guy von Dardel (1919–2009), svensk partikelfysiker
- Guy Debord (1931–1994), fransk författare och regissör
- Guy Fawkes (1570–1606), en av de katolska konspiratörer som försökte lönnmörda Jakob I av England
- Guy de Maupassant (1850–1893), fransk författare
- Guy Ritchie (född 1968), brittisk filmregissör
- Guy Sjöwall (född 1946), svensk arkitekt
- Guy Walters (född 1971), brittisk författare och journalist
- Guy Verhofstadt (född 1953), belgisk premiärminister